# Biografielijst Cz

## Cza
- Adam Jerzy Czartoryski (1770-1861), Pools politicus

## Cze

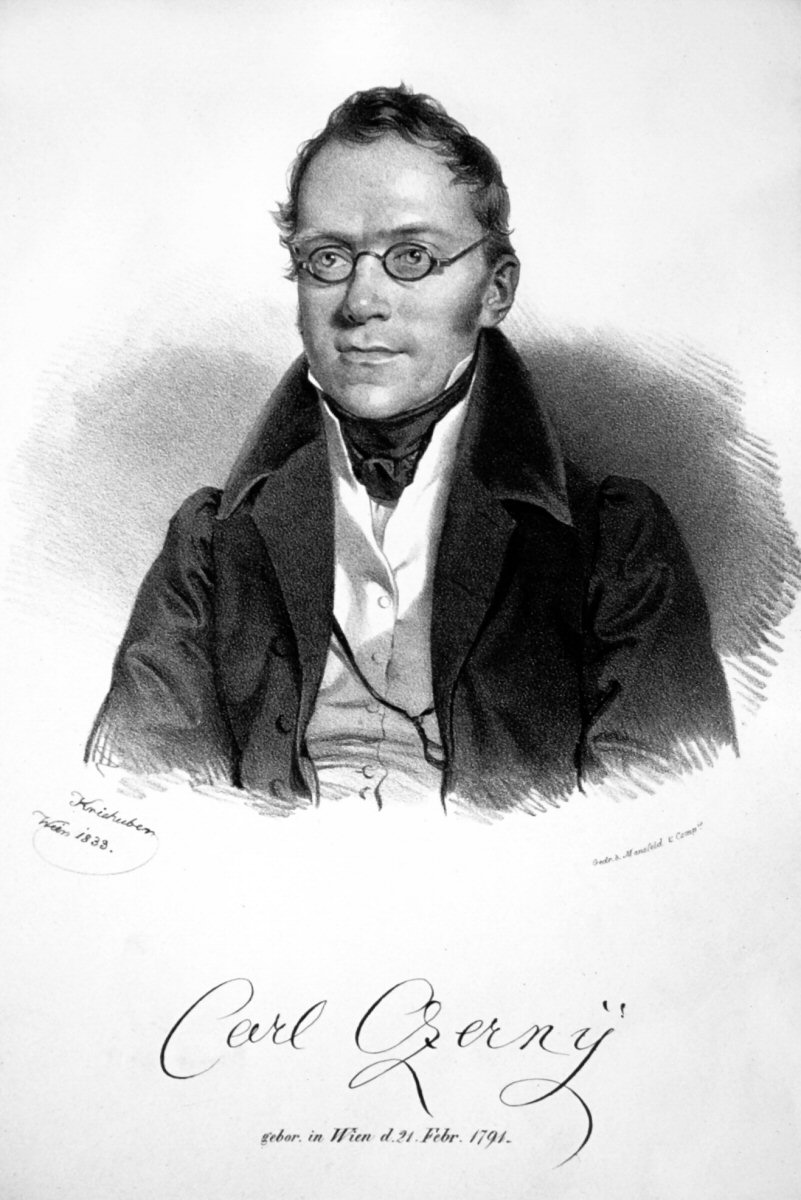
Carl Czerny

- Youn Czekanowicz (2000), Luxemburgs voetballer
- Konrad Czerniak (1989), Pools zwemmer
- Moshe Czerniak (1910-1984), Pools-Palestijns-Israëlisch schaker, schrijver, journalist en schaakcoach
- Alex Czerniatynski (1960), Belgisch voetballer
- Ottokar Czernin von und zu Chudenitz (1872-1932), Oostenrijk-Hongaars politicus en diplomaat
- Carl Czerny (1791-1857), Oostenrijks componist, pianist en pianopedagoog

## Czi
- Zoltán Czibor (1929-1997), Hongaars voetballer
- Georges Cziffra (1921-1994), Hongaars pianovirtuoos
- Edmund Czihak (1944), Duits motorcoureur
- Melinda Czink (1982), Hongaars tennisster
- Simon Cziommer (1980), Duits voetballer

## Czo
- Leon Czolgosz (1873-1901), Amerikaans misdadiger
- Gustav Czopp (1909-1944), Nederlands journalist en acteur

## Czu
- Matt Czuchry (1977), Amerikaans acteur
- Holger Czukay (1938), Duits musicus